# Sedlo na koni
Sedlo na koni (ok. 1170 m) – przełęcz na Słowacji w Krywańskiej części  Małej Fatry. Znajduje się w północno-zachodnim grzbiecie Koniarek (1535 m). Grzbiet ten oddziela doliny Malá Bránica i Veľká Bránica. Przełęcz Sedlo na koni znajduje się pomiędzy Holami (1466 m) a nienazwanym szczytem 1241 m. Północno-wschodnie stoki przełęczy opadają do doliny Veľká Bránica, zachodnie do doliny  Malá Bránica. Rejon przełęczy jest odkryty i w dużym stopniu trawiasty. Duża polana znajduje się na przełęczy i grzbiecie wierzchołka 1241 m, trawiasty, lecz już zarastający drzewami jest również grzbiet łączący przełęcz z kopulastymi Holami. Na przełęczy skrzyżowanie dwóch szlaków turystycznych

## Szlak turystyczny
Belá – Malá Bránica – Sedlo na koni –  Hole – Koniarky – Bublen. Czas przejścia: 2.50 h
  Bublen – Chrapaký – Sedlo na koni